# Arame Diène
Arame diene (1926-2005) là một nhà hoạt động và chính trị gia người Senegal và cũng một người phụ nữ tự lập. Sinh ra trong khối dân tộc Lebou, ngôi nhà của gia đình Diène nằm ở khu phố nổi tiếng của thành phố Medina ở Daker.

## Giáo dục
Diène không theo học tại các trường học ở Pháp, việc thiếu đi học dựa trên văn hóa Lebous: các cô gái không được phép đến trường. Xã hội không công nhận bà, họ phân loại bà là người mù chữ và theo truyền thống chỉ được ở nhà của phụ nữ.

## Nghề nghiệp
Diène tham gia chính trị vào năm 1945, theo truyền thống gia đình; cha mẹ bà là những người ủng hộ đáng chú ý của Lebous của Alfred Goux. Chồng Diene là một thành viên của Đảng Xã hội Sénégal. Bà là thành viên của Khối Dân chủ Senegal trước khi gia nhập Đảng Xã hội Senegal năm 1947 cùng với chồng. Năm 1981, Thủ tướng Abdou Diouf đã đánh bại Leopold Sedar Senghor để làm chủ tịch. Bà được bầu vào Quốc hội năm 1983 cùng với Ramatoulaye Seck và Aïda Mbaye; cả ba phụ nữ đều được biết đến với khả năng chính trị của họ mặc dù thiếu giáo dục chính thức. Được cho là người đầu tiên nói tiếng Wolof trên sàn của Quốc hội, bà là người phụ nữ mù chữ đầu tiên được bầu vào bộ phận đó. Diène đã phục vụ ba mươi bảy năm phục vụ cho chính trị, thay đổi cấu trúc quyền lực chính trị.

## Cuộc sống cá nhân
Bà được một số người gọi là "mẹ" của Đảng Xã hội Senegal, và đóng một vai trò quan trọng trong phong trào phụ nữ, đứng đầu bộ phận phụ nữ của Đảng và tổ chức Đảng khu vực ở Cap-Vert. Bà hạn chế sự tham gia của mình trong các phiên họp của Hội đồng, nói về các vấn đề ảnh hưởng đến nông dân, phụ nữ, trẻ em và sức khỏe; bà không muốn nói về vấn đề quốc phòng và tài chính.